# 2022 en football
Cet article présente les faits marquants de l’année 2022 en football, dont l'événement majeur est la Coupe du monde au Qatar.

## Principales compétitions
- Ligue des champions de l'UEFA (du 22 juillet 2021 au 28 mai 2022)
- Ligue Europa Conférence (du 8 juillet 2021 au 25 mai 2022)
- Ligue Europa (du 5 août 2021 au 18 mai 2022)
- Premier League (du 13 août 2021 au 22 mai 2022)
- Ligue des champions de la CAF (du 10 septembre 2021 au 29 mai 2022)
- Coupe de la confédération (du 10 septembre 2021 au 30 juin 2022)
- Coupe d'Afrique des nations (du 9 janvier au 6 février 2022)
- Coupe d'Asie féminine (du 20 janvier au 6 février 2022)
- Copa Libertadores (du 8 février au 29 octobre 2022)
- Copa Sudamericana (du 8 février au 1er octobre 2022)
- Ligue des champions de la CONCACAF (du 15 février au 5 mai 2022)
- Ligue des champions de l'AFC (du 8 mars 2022 au 6 mai 2023)
- Coupe d'Afrique des nations féminine  (du 2 au 23 juillet 2022)
- Championnat d'Europe féminin (du 6 au 31 juillet 2022)
- Coupe du monde (du 20 novembre au 18 décembre 2022)

## Chronologie mensuelle

### Janvier
- 9 janvier : 
  - Au stade de football d'Olembe à Yaoundé le Cameroun s'impose 2-1 contre le Burkina Faso lors du match d'ouverture de Coupe d'Afrique des nations comptant pour la 1re journée du groupe A[1].
  - Le Shandong Taishan remporte la 23e édition de la Coupe de Chine en s'imposant en finale 1-0 face au club du Shanghai Port Football Club[2].
- 12 janvier :
  - Demi-finale de la Supercoupe d'Espagne, le Real Madrid s'adjuge le 281e Clásico en s'imposant après prolongation sur le score de 3-2 face au FC Barcelone[3].
  - L'Inter Milan champion d'Italie en titre remporte la 34e édition de la Supercoupe d'Italie en s'imposant au bout de la prolongation sur le score de 2 à 1 face à la Juventus de Turin tenante du titre de la Coupe d'Italie[4].
- 15 janvier : 22e journée de Premier League, Manchester City l'emporte à domicile 1-0 face aux Blues de Chelsea[5]. Grâce à ce résultat les Citizens caracolent en tête du championnat anglais avec 11 points d'avance sur le Liverpool FC 2e du classement.
- 16 janvier : Finale de Supercoupe d'Espagne au King Fahd Stadium (Riyad), le Real Madrid s'impose 2 à 0 face aux Basques de l'Athletic Bilbao grâce à des buts de Luka Modric et Karim Benzema[6]. Ce résultat permet au club de la capitale espagnole de remporter la Supercoupe pour la 12e fois de l'histoire.
- 21 janvier : 22e journée de Ligue 1, l'Olympique lyonnais l'emporte lors du 124e Derby rhônalpin en s'imposant à domicile 1-0 face à l'AS Saint-Étienne[7].
- 29 janvier : Les joueuses du Paris Saint-Germain parviennent à éliminer au Camp des Loges l'Olympique Lyonnais sur le score de 3 à 0 lors des 8e de finale de la Coupe de France féminine[8].
- 31 janvier : 8e de finale de la Coupe de France, après un match nul 0-0 au terme des 90 minutes l'OGC Nice parvient à éliminer le Paris Saint-Germain au Parc des Princes en l'emportant 6 tirs au but à 5[9]. Avec cette victoire Nice met fin à une série de sept finales consécutives du PSG en Coupe nationale

### Février
- 2 février : Première demi-finale de la Coupe d'Afrique des nations au stade Ahmadou-Ahidjo à Yaoundé, le Sénégal bat le Burkina Faso 3-1 et se qualifie pour la 3e finale de son histoire[10].
- 3 février : deuxième demi-finale de la Coupe d'Afrique des nations au stade de football d'Olembe à Yaoundé, après un match nul (0-0) peu spectaculaire au terme des 120 minutes l'Égypte parvient a arraché sa place en finale en l'emportant 3 tirs au but à 1 face au Cameroun pays hôte de la compétition[11].
- 5 février : 21e journée de Bundesliga, dans l'affiche au sommet du week-end en Allemagne le Bayern Munich parvient à battre à domicile le RB Leipzig 3-2. Grâce à ce succès les Munichois accroissent leur avance en tête du championnat d'Allemagne[12].
- 6 février : 
  - Finale de la coupe d'Afrique des nations au stade de football d'Olembe de Yaoundé, le Sénégal est sacré champion d'Afrique pour la 1re fois de son histoire en l'emportant face à l'Égypte  (0-0, 4-2 aux tirs au but)[13].
  - L'Équipe de Chine féminine remporte la 20e édition de la Coupe d'Asie féminine disputé en Inde en s'imposant en finale face a la Corée du Sud sur le score de 3 à 2.
- 9 février : 1/4  de finale de la Coupe de France, le club amateur du FC Versailles (N2) continue son parcours en parvenant à se qualifier pour sa première demi-finale de coupe nationale en s'imposant au stade Francis-Rongiéras de Périgueux à l'issue de la séance de tirs au but (5-4) gagné face à l'équipe de Bergerac Périgord FC (N2)[14].

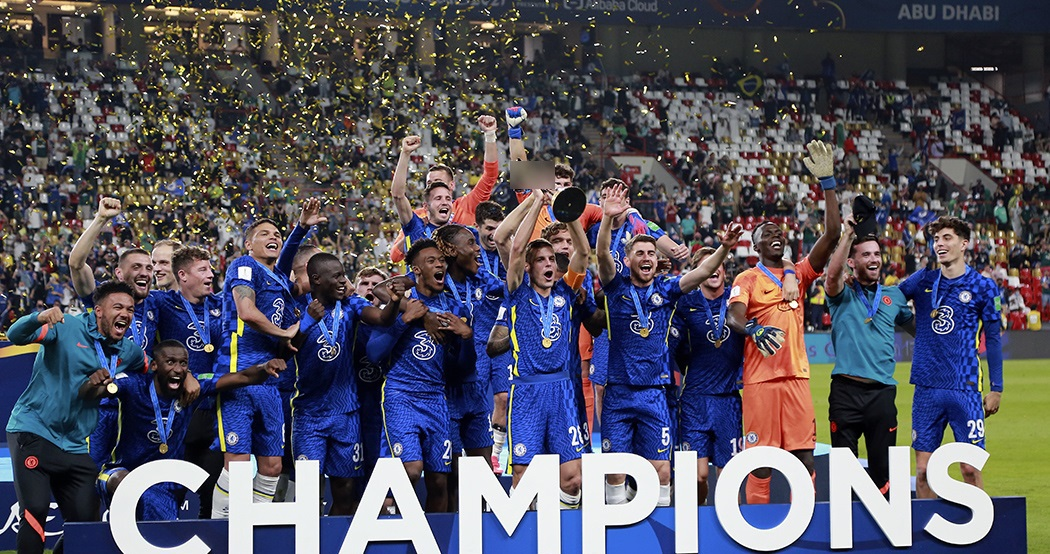
12 février : Chelsea FC, vainqueur de la Coupe du monde des clubs 2021.

- 12 février : Le club anglais de Chelsea remporte la 18e édition de la Coupe du monde des clubs au stade Mohammed-Bin-Zayed d'Abou Dabi, après s'être imposé en finale après prolongation sur le score de 2-1 face aux Brésiliens de Palmeiras[15].
- Du 16 au 22 février : 2e édition du Tournoi de France à Caen et au Havre en Normandie.
- Du 17 au 23 février : 7e édition de la SheBelieves Cup au Texas et en Californie aux États-Unis.
- 27 février : Le club anglais de Liverpool FC remporte la Carabao Cup au stade Wembley de Londres, en s'imposant en finale à l'issue de la séance de tirs au but (11-10) face au Chelsea FC[16].

### Mars
- 12 mars : 29e journée de Premier League, Manchester United s'impose à Old Trafford 3 buts à 2 contre les Spurs de Tottenham grâce à un triplé du portugais Cristiano Ronaldo. Ces trois buts lui permettent d'établir un nouveau record, en devenant le meilleur buteur de l'histoire du football avec 806 buts marqués depuis le début sa carrière[17].

19 Mars : Le Havre Athletic Club fête ses 150 ans.

### Avril
- 1er avril : Tirage au sort de la Coupe du monde à Doha[18].
- 12 avril : 8eme journée des Éliminatoires de la coupe du monde féminine zone Europe, l'équipe de France féminine s'impose 1 à 0 face a la Slovénie ce qui permet aux Les Bleues de valider leur billet pour le mondial féminine 2023 en Australie et en Nouvelle-Zélande.
- 17 avril : Le PSV Eindhoven remporte la 104e édition de la coupe des Pays-Bas au stade Feijenoord de Rotterdam en s'imposant en finale 2-1 face à l'Ajax Amsterdam[19].
- 18 avril : Après 120 minutes de jeu d'une finale où les deux équipes se retrouve dos à dos (0-0), la coupe de Belgique parvient finalement à être remportée au stade du Roi Baudoin par l'équipe de La Gantoise qui s'impose à l'issue de la séance de tirs au but (4-3) face au RSC Anderlecht[20]. En remportant la coupe nationale les Buffalos sont qualifiés pour la Ligue Europa 2022-2023.
- 22 avril : 35e journée de Ligue 2, Alors que l’AS Nancy Lorraine était menait  3 à 0 face à  Quevilly Rouen, les Nancéien on vu leur match arrêter après 40 minutes de jeu, pour un jet de fumigènes sur le terrain par des supporters présent au stade. À la suite de cet incident le match ne reprendra pas ce qui entraînera une nouvelle défaite et donc la relégation de l'AS Nancy en National avant même la fin de la saison[21].
- 23 avril :
  - 31e journée de Bundesliga, Le Bayern Munich et officiellement sacré champion d'Allemagne pour la 10e fois consécutive après sa victoire à domicile 3-1 lors du 106e Klassiker disputé face au Borussia Dortmund
  - 34e journée de Ligue 1, le Paris Saint-Germain est sacré champion de France pour la 10e fois de son histoire après un match nul 1-1 face au RC Lens[22].
  - Après un match nul 1-1 au terme des 120 minutes le Real Betis Balompié parvient à décrocher la Copa del Rey face au Valence CF en s'imposant à l'issue d'une séance de tirs au but (5-4)[23]. Grâce à cette victoire le Betis est qualifié pour la Ligue Europa 2022-2023.
- 25 avril : 35e journée de Ligue 2, à la suite d'une nouvelle victoire du Toulouse FC au Stadium de Toulouse (2-0) face aux Chamois niortais, les violets sont promus en Ligue 1 avant la fin de la saison[24].
- 26 avril : Déjà suspendu depuis l'invasion de l'Ukraine par la Russie, le Championnat d'Ukraine de football est définitivement arrêté avant la fin de la saison par l'association ukrainienne de football qui déclare également qu'aucun titre de champion ne sera décerné[25].

### Mai
- 1er mai : Le Red Bull Salzburg remporte la Coupe d'Autriche pour la 4e fois consécutive après s'être imposé en finale sur le score de 3 à 0 face au SV Ried[26].
- 6 mai : Le français Karim Benzema est élu joueur du mois d'avril en Liga[27].
- 7 mai :
  - 37e journée de Ligue 2 : le Toulouse FC s'impose à domicile sur le score 2-1 face au Nîmes Olympique, ce qui permet aux violets de décrocher le titre de champion de Ligue 2 pour la 3e fois de l'histoire du club. Dans le même temps l'USL Dunkerque est officiellement relégué en National après une nouvelle défaite 3-1 face à l'En avant de Guingamp [28].
  - 33e journée de Primeira Liga : le FC Porto s'impose 1-0 lors du 250e O Clássico disputé sur la pelouse du Benfica Lisbonne, ce qui permet aux Portuans de décrocher le titre de champion du Portugal pour la 30e fois de l'histoire du club[29].
  - Après 21 ans sans un seul trophée, le FC Nantes parvient à décrocher la Coupe de France au Stade de France à Saint-Denis après s'être imposé en finale face à l'OGC Nice (1-0) sur un but de Ludovic Blas. Avec ce titre les Nantais sont qualifiés pour la Ligue Europa 2022-2023.
- 11 mai : L'Inter Milan s'impose après prolongation sur le score de 4 à 2 face à la Juventus au stade olympique de Rome ce qui leur permet de décrocher la Coupe d'Italie pour la 8e fois.
- 14 mai : Le Liverpool FC acquiert une nouvelle FA Cup au stade de Wembley après sa victoire (0-0, 5 tirs au but à 4) face au Chelsea Football Club[30].
- 15 mai : 
  - Le FC Lugano parvient à glaner la Coupe de Suisse en s'imposant au stade du Wankdorf de Berne 4 à 1 face au FC Saint-Gall. Avec ce titre le club de Lugano se qualifie pour le 3e tour de la Ligue Europa Conférence 2022-2023.
  - Le Paris SG remporte la 21e édition de la Coupe de France féminine en s'imposant au stade Gaston-Gérard de Dijon sur le score 8 à 0 face au FF Yzeure AA.
  - 30e édition des Trophées UFP du football au Pavillon Gabriel à Paris.
- 16 mai : Le français Christopher Nkunku est élu part ses pairs joueur de la saison en Bundesliga[31].
- 18 mai : L'Eintracht Francfort remporte la Ligue Europa 2021-2022 après sa victoire en finale (1-1 après prolongation, 5 tirs au but à 4) face aux Glasgow Rangers au stade Ramón Sánchez Pizjuán de Séville[32]. Avec ce titre en poche Francfort est également qualifié pour la Ligue des champions 2022-2023.
- 19 mai : Le Velez Mostar remporte la Coupe de Bosnie-Herzégovine après une séance de tirs au but remporté 4-3 face au FK Sarajevo. C'est le premier trophée depuis 36 ans pour le club de la ville de Mostar[33].
- 21 mai :  
  - Après un match nul 1-1 au bout des 120 minutes de jeu le RB Leipzig arrache à l'Olympiastadion de Berlin sa première Coupe d'Allemagne à l'issue d'une séance de tirs au but gagnée (4-2) face au SC Fribourg[34].
  - L'Olympique lyonnais remporte pour la 8e fois la Ligue des champions féminine en s'imposant au Juventus Stadium de Turin (Italie) sur un score de 3 à 1 face FC Barcelone.
- 22 mai :
  - 38e journée de Premier League, grâce à un succès 3-2 face à Aston Villa à l'Etihad Stadium Manchester City est officiellement sacré champion d'Angleterre, avec seulement 1 point d'avance sur le Liverpool FC qui termine  deuxième du classement[35].

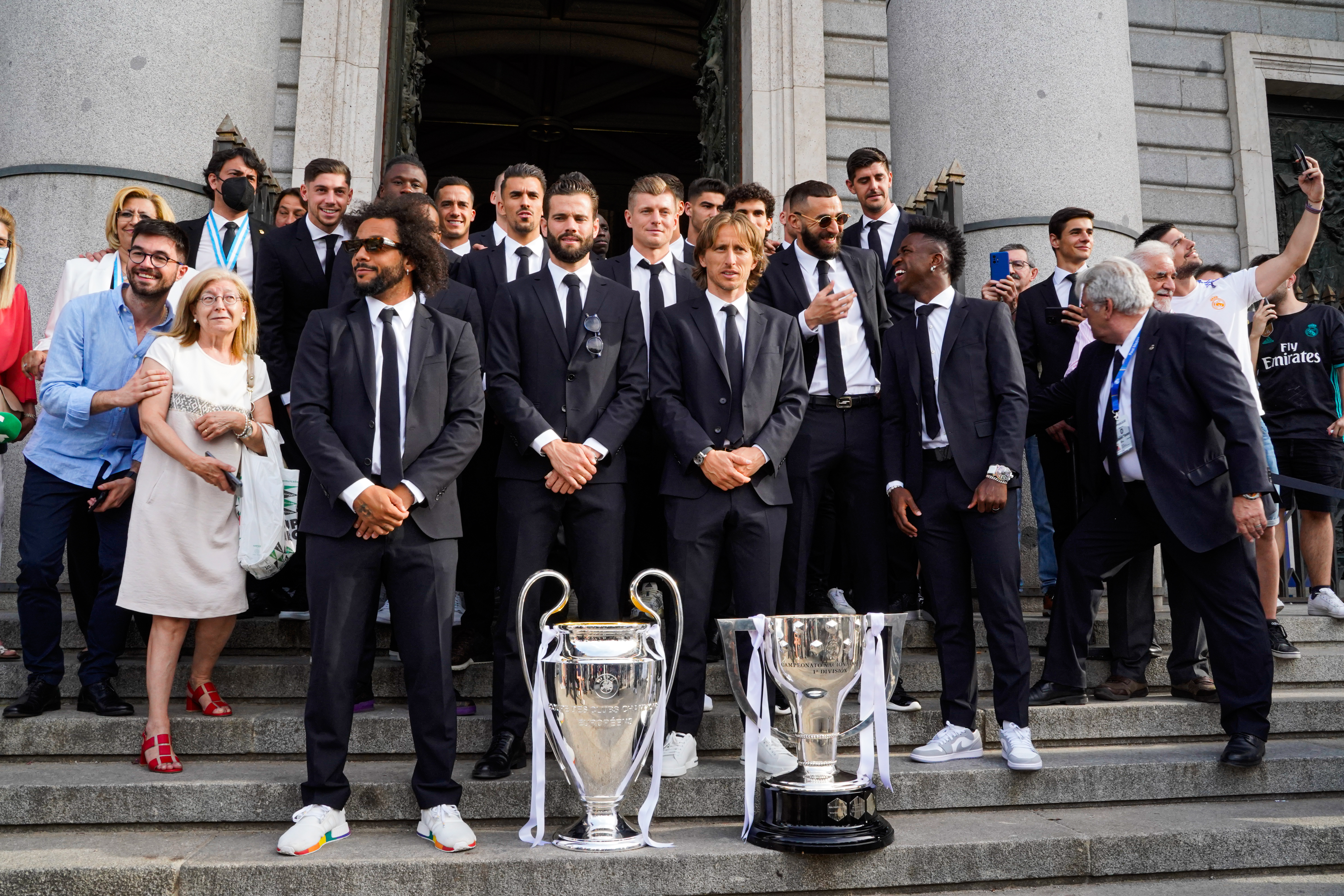
29 mai : le Real Madrid présente ses trophées de champion d'Europe et de Champion d'Espagne.

- 28 mai : Finale de la Ligue des champions au Stade de France à Saint-Denis. Le Real Madrid est sacré champion d'Europe pour la 14e fois en battant le Liverpool FC 1-0 grâce à un but de Vinícius à la 59e minute[36]. Cet événement est marqué par quelques problèmes de violences aux abords du stade ainsi que de difficultés d'accès aux tribunes[37].
- Du 29 mai  au 12 juin : 49e édition du Tournoi Maurice-Revello.

### Juin
- 1er juin : 3e édition de la Finalissima au stade de Wembley en Angleterre qui oppose le vainqueur de la Copa América 2021, l'Argentine, au vainqueur de l'Euro 2020, l'Italie. Elle voit la victoire de l'Albiceleste sur le score de 3 buts à 0.
- 12 juin : L'équipe de France U20 remporte à Salon-de-Provence le Tournoi Maurice Revello en s'imposant en finale 2 à 1 face au Venezuela.
- Du 19 au 27 juin : 9e édition de la Coupe d'Asie de l'Est au Japon.

### Juillet
- 17 juillet : Le Club Bruges remporte la Supercoupe de Belgique après une victoire 1-0 face à l'équipe de La Gantoise.
- 18 juillet : Les États-Unis remportent pour la 3e fois consécutivement le Championnat féminin de la CONCACAF disputé au Mexique, après s'être imposé en finale face aux Canadiennes sur le score de 1-0 grâce à un but d'Alex Morgan à la 78e minute. Avec ce titre en poche les Américaines sont également qualifiées pour les JO 2024 à Paris[38].
- 30 juillet : 
  - 100e édition du Community Shield au King Power Stadium de Leicester qui s'est achevée par la victoire du Liverpool FC 3 buts à 1 face à Manchester City FC.
  - Le Bayern Munich parvient à s'adjuger sa dixième Supercoupe d'Allemagne en s'imposant sur la pelouse du RB Leipzig 5 buts à 3.
  - Le Brésil  est sacré vainqueur lors de la 9e édition de la Copa América féminine en battant en finale les Colombiennes sur le score de 1 à 0. Les deux équipes finalistes (le Brésil et la Colombie) sont qualifiées pour les JO 2024 à Paris.
- 31 juillet : 46e édition du Trophée des champions au stade Bloomfield de Tel Aviv en Israël. Le Paris Saint-Germain remporte pour la 11e fois le titre après s'être imposé face au FC Nantes sur le score de 4 à 0.

### Août
- 7 août : Le FC Barcelone remporte la 57e édition du Trophée Joan Gamper s'imposant sur le score de 6 à 0 face aux Mexicains des Pumas UNAMS.
- 10 août : 47e édition de la Supercoupe de l'UEFA au stade olympique d'Helsinki en Finlande. Le Real Madrid remporte le trophée après une victoire 1-0 face aux Allemands de l'Eintracht Francfort.
- 25 août : tirage au sort de la phase de groupe de la Ligue des champions, à Istanbul[39].
- 26 août : tirage au sort de la phase de groupes de la Ligue Europa[40] et de la phase de groupes de la Ligue Europa Conférence[41] à Istanbul.
- 27 août : 4e journée de Premier League, le Liverpool FC écrase l'équipe de Bournemouth sur le score de 9 à 0 et égale le record de la plus large victoire du championnat anglais[42].
- 28 août : les filles de l'Olympique lyonnais remportent la 2e édition du Trophée des championnes en battant  le Paris Saint-Germain au stade Marcel-Tribut de Dunkerque sur le score de 1-0.

### Octobre

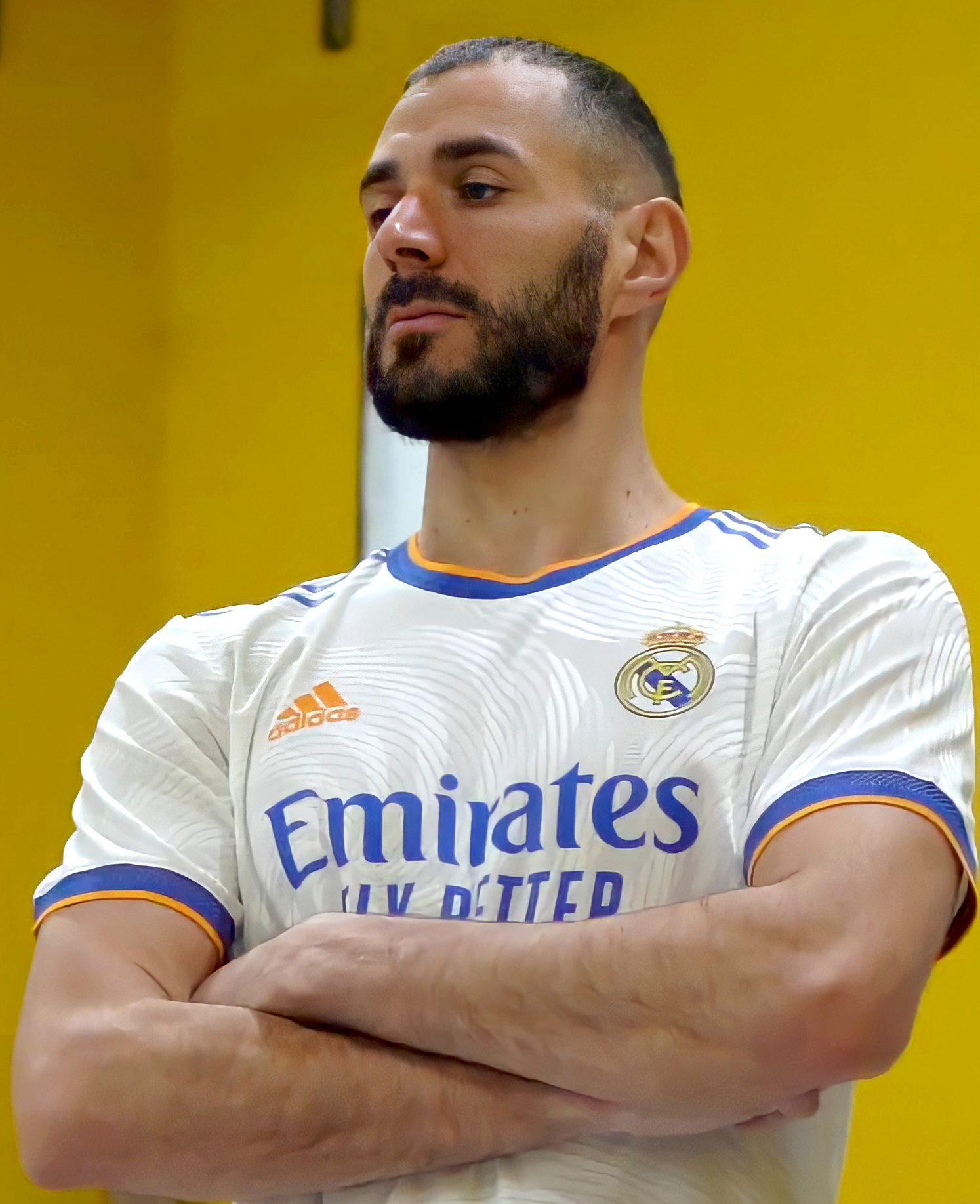
Karim Benzema, champion d'Espagne, vainqueur de la Ligue des champions, et lauréat du Ballon d'or 2022.

- 1er octobre : finale de la Copa Sudamericana au stade Mario-Alberto-Kempes à Córdoba (Argentine), les Équatoriens de l'Independiente del Valle s'impose 2 à 0 face au brésilien du São Paulo Futebol Clube ce qui leur permet de remporter le titre.
- 2 octobre : 9e journée de Premier League, Manchester City parvient à l'emporter lors du 188e derby de Manchester en s'imposant à domicile sur le score de 6 à 3 face à Manchester United.
- 9 octobre : tirage au sort des éliminatoires à l'Euro 2024 au Festhalle de Francfort.
- 16 octobre : 
  - Le club du Ventforet Kōfu qui évolue en deuxième division japonaise créé la surprise en battant l'équipe du Sanfrecce Hiroshima 5 tirs au but à 4 ce qui lui permet de décrocher pour la première fois la Coupe de l'empereur[43]. Grâce à ce titre le club de Kōfu est qualifié pour la Ligue des champions de l'AFC 2023-2024.
  - 9e journée de Liga, le Real Madrid remporte le Clásico en s'imposant au stade Santiago-Bernabéu 3 à 1 face au FC Barcelone.
  - 11e journée de Ligue 1, le Paris Saint-Germain parvient à remporter le 103e classique en s'impose au Parc des Princes sur la plus petite des marges (1-0) face à l'équipe rival de l'Olympique de Marseille.
- 17 octobre : cérémonie du Ballon d'or 2022 au théâtre du Châtelet à Paris. Le Français Karim Benzema remporte le Ballon d'or devant le Sénégalais Sadio Mané et le Belge Kevin De Bruyne respectivement 2e et 3e du classement[44]. Lors de cette soirée plusieurs prix sont également remis le Ballon d'or Féminin à l'internationale espagnole Alexia Putellas, le Trophée Yachine au gardien belge Thibaut Courtois, le Trophée Kopa à l'Espagnol Gavi et le Trophée Gerd Müller au polonais Robert Lewandowski.
- 26 octobre : 5e journée de la phase de groupes de la Ligue des champions, le Bayern Munich humilie au Camp Nou le FC Barcelone en s'imposant sur le score de 3 à 0. Avec cette défaite les Catalans sont éliminés de la Ligue des champions et terminent pour la deuxième année consécutive 3e de leur poule, une place synonyme de C3[45].
- 29 octobre : Finale de la Copa Libertadores à l'Estadio Monumental Isidro Romero Carbo de Guayaquil, (Équateur), Flamengo remporte la finale 100 % brésilienne en battant l'Athletico Paranaense 1 à 0 ce qui lui permet d'être sacré champion d'Amérique du Sud pour la 3e fois.
- 30 octobre : Le CA Patronato bat le Club Atlético Talleres 1-0 ce qui lui permet de remporter pour la 1re fois la Coupe d'Argentine. Grâce à ce titre le club de la ville de Paraná est qualifié pour la Copa Libertadores 2023.

### Novembre
- 2 novembre : 35e journée de Brasileiro Série A, Palmeiras est officiellement sacré champion du Brésil pour la 11e fois grâce à la défaite de son dauphin de l'International Porto Alegre 1-0 sur la pelouse de l'América Mineiro[46].
- Du 20 novembre au 18 décembre : 22e édition de la Coupe du monde de football au Qatar.
- 20 novembre :  L'Équateur bat le Qatar au Stade Al-Bayt d'Al-Khor sur un score de 2 à 0 lors du match d'ouverture de la Coupe du monde comptant pour la 1er journée du groupe A.
- 21 novembre : Dans le groupe A du mondial, les Pays-Bas parviennent a battre le Sénégal champion d'Afrique en titre sur un score de 2 à 0.
- 22 novembre :
  - Manchester United licencie le Portugais Cristiano Ronaldo avant même la fin de son contrat à la suite de déclarations à l'encontre du club et de certains dirigeants[47].
  - L'Arabie saoudite créer la premiere surprise du mondial dans le Groupe C en parvenant a s'imposer 2 buts à 1 face à l'Argentine grâce à des réalisations de Saleh Al-Shehri à la 48e et de Salem Al-Dawsari à la 53e minute du match.
  - Pour son entrée en lice dans la Coupe du monde l'Équipe de France tenante du titre parvient à s'imposer sur le score confortable de  4 à 1 face à l'Australie ce qui lui permet de prendre la tête de sa poule (D).
- 23 novembre : Nouvelle surprise au mondial de foot avec la victoire du Japon 2-1 face à l'Equipe d'Allemagne.
- 24 novembre : Pour son entrée dans la compétition le Portugal s'impose dans la douleur (3 à 2) face au Ghana dans le groupe H.
- 25 novembre : Le Qatar subit une nouvelle défaite face au Sénégal (3-1)  dans le groupe A. Avec deux défaites en au temps de matchs le Qatar pays organisateur est officiellement éliminer de sa Coupe du monde avant même la dernière rencontre, alors que les sénégalais avec leur victoire se relance pour une potentiel qualification.
- 26 novembre :
  - Les Bleus battent le Danemark par 2 buts à 1 ce qui leur permet de se qualifier pour les huitièmes de finale. Les danois sont avec un seul points en deux matchs au bord de l'élimination.
  - Apres leur défaite pour leur debut de compétition les l'Argentins parvient à se relancer lors du deuxième match du groupe C en parvenant à l'emporter 2-0 face au Mexique.
- 27 novembre :
  - Le Maroc parvient à réaliser un petit exploit dans le groupe F en battant la Belgique par 2 buts à 0.
  - Dans le groupe E match nul 1 à 1 entre l'Espagne et l'Allemagne. Avec 1 point au classement après deux journées la mannschaft garde un petit espoir pour la qualification en 8e de finale mais n'a plus sont destin en mains.
- 28 novembre : Le Portugal s'impose dans le groupe H par 2 buts à 0 face à l'Uruguay grâce à un doublé de Bruno Fernandes. Avec cette deuxième victoire les portugais sont officiellement qualifiés pour les 8e de finale.
- 30 novembre : L'albiceleste surclasse la Pologne (2-0) dans un match à sens unique et fini en tête de son groupe,  elle défiera samedi au tour suivant l'Australie. Inoffensif et longtemps preservés par Szczęsny qui a frustré Lionel Messi sur penalty, les Polonais sont tout de même qualifiés et joueront la France dimanche en huitièmes de finale de la coupe du monde.

### Décembre
- 1re décembre : Nouvel exploit du Japon qui file en huitièmes de finale, après l'Allemagne en ouverture les japonais renversent cette fois l'Espagne par  2 à 1 et termine en tête du  groupe E. Dominés, les Samouraïs Blue ont pu compter sur Ritsu Doan et Ao Tanaka pour surprendre une Roja suffisante en l'espace de quelques secondes. À la suite de cette défaite les Espagnols terminent quand même deuxièmes de leur groupe grâce à une meilleure différence de buts et affronteront le Maroc en huitièmes.
- 8 décembre : Luis de la Fuente sélectionneur des espoirs espagnol est nommé comme nouveau sélectionneur de l'Équipe d'Espagne en remplacement de Luis Enrique démis de ses fonctions après l'élimination face au Maroc en huitièmes de finale de la coupe du monde[48].
- 9 décembre : À la suite de l'élimination de la Seleçao face à la Croatie en quart de finale de la Coupe du monde, Tite annonce quitter ses fonctions de sélectionneur du Brésil[49].
- 18 décembre : Finale de la Coupe du monde au stade de Lusail au Qatar. Après un match nul 3-3 après 120 minutes de jeu, l'équipe d'Argentine l'emporte 4 tirs au but à 2 face à l'équipe de France et est sacrée championne du monde pour la 3e fois de l'histoire. Lionel Messi est élu meilleur joueur de la compétition. Avec huit buts inscrits, Kylian Mbappé termine Soulier d'or.
- 30 décembre : À 37 ans le Portugais Cristiano Ronaldo s'engage jusqu'en 2025 avec le club saoudien d'Al Nassr. Son salaire est de 200 millions par an, ce qui fait de lui le sportif le mieux payé au monde[50].

## Principaux décès
- Pelé, footballeur brésilien.

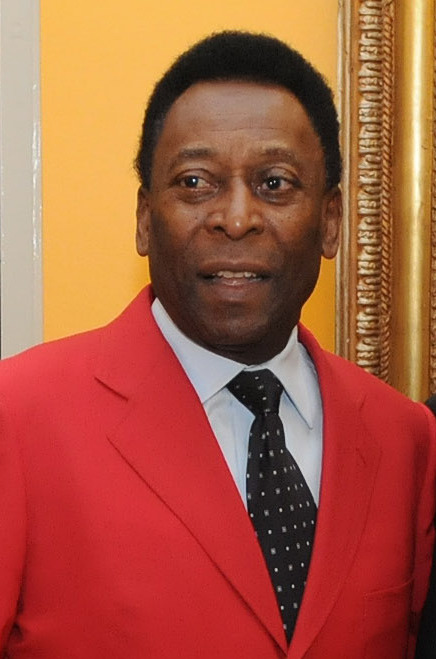
Pelé.

- Mino Raiola, agent de joueurs italien.
- Siniša Mihajlović, footballeur puis entraîneur serbe.
- Francisco Gento, footballeur espagnol.
- Fernando Chalana, footballeur portugais.
- Uwe Seeler, footballeur allemand.
- Freddy Rincón, footballeur colombien.
- Jodi Lukoki, footballeur néerlandais.
- Maryan Wisniewski, footballeur français.
- Ahmet Çalık, footballeur turc.
- Manuel Abreu, entraîneur français.
- Faouzi Mansouri, footballeur algérien.
- Aimé Mignot, entraîneur français.
- Ivica Osim, entraîneur bosnien.
- Joachim Streich, footballeur allemand.
- Henri Depireux, entraîneur belge.
- Patrick Van Kets, footballeur belge.
- Michel Verschueren, dirigeant belge.
- Maurizio Zamparini, dirigeant italien.
- Wim Jansen, footballeur néerlandais.
- Jürgen Grabowski, footballeur allemand.
- Roland Guillas, footballeur français.
- Georges Zvunka, footballeur français.